# Erlang
Denne artikel omhandler måleenheden Erlang.
For programmeringssproget med samme navn, se Erlang (programmeringssprog).
For matematikeren som gav navn til enheden, se Agner Krarup Erlang.
Erlang er en dimensionsløs enhed som anvendes til måling af trafiktæthed i telefonsystemer og angiver det gennemsnitlige antal telefonsamtaler i nettet. 1 Erlang svarer til at én telefonledning er permanent belagt. En erlang er 3600 sekunders telefonsamtale i løbet af en time – altså en samtale som varer en hel time, to samtaler på 30 minuter, et cetera. Måleenheden er opkaldt efter den danske matematiker Agner Krarup Erlang (1878-1929), kendt for sin matematiske analyse af belastningen på telefonnet.